# Тахока
Тахока (англ. Tahoka) — город в США, расположенный в северо-западной части штата Техас, административный центр округа Линн. По данным переписи за 2010 год число жителей составляло 2673 человека, по оценке Бюро переписи США в 2018 году в городе проживало 2602 человека.

## История

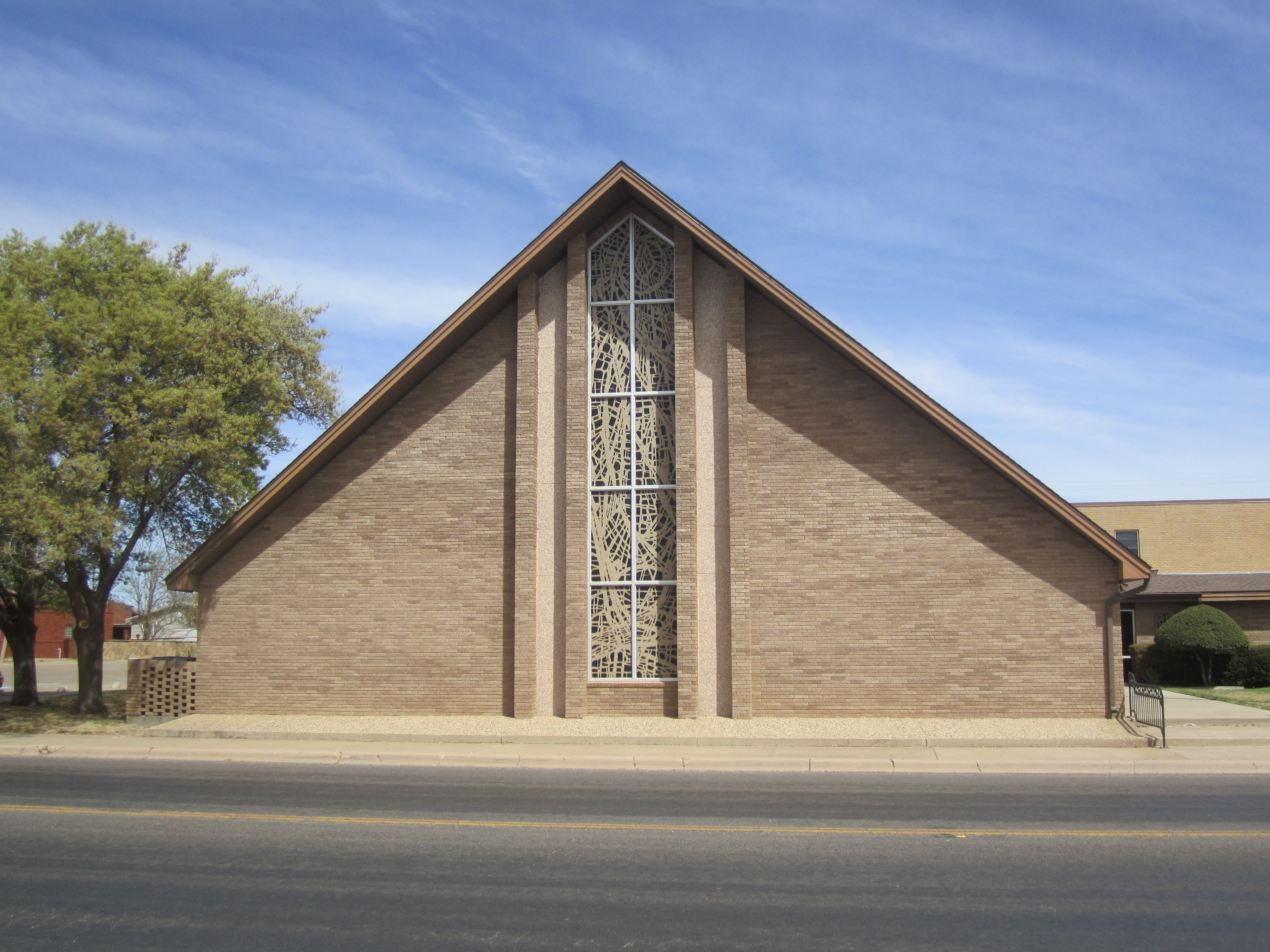
Первая баптистская церковь в городе

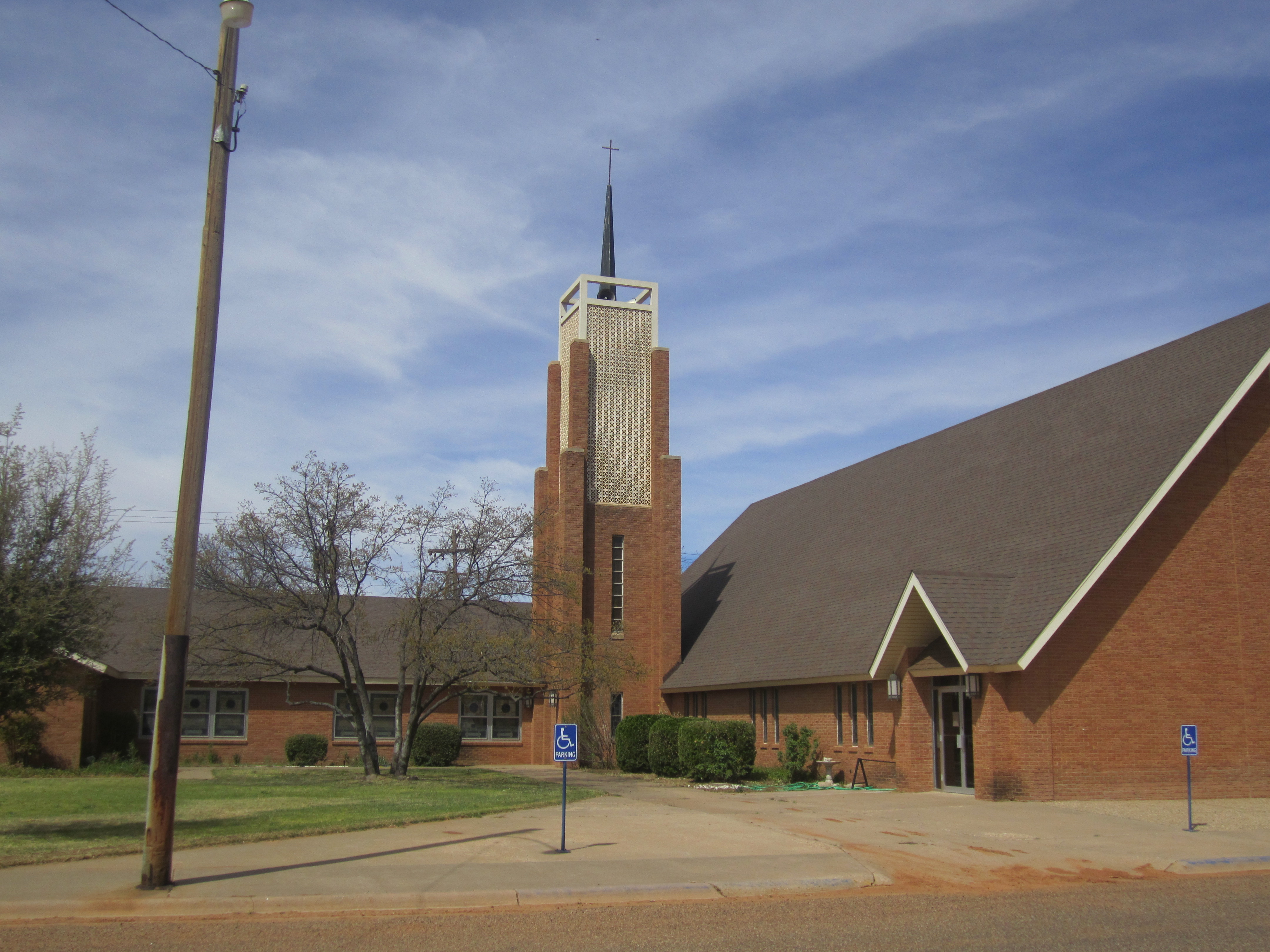
Первая методистская церковь в Тахоке

Поселение было основано в 1903 году, когда был организован округ Линн. В 1915 году город получил устав, началось формирование органов местной власти. До Великой депрессии развитие скотоводства и выращивание хлопка приносили городу стабильный доход. Выращивание и очистка хлопка остались доминирующими отраслями и дальше.

## География
Тахока находится в центральной части округа, его координаты: 33°09′50″ с. ш. 101°47′42″ з. д..
Согласно данным бюро переписи США, площадь города составляет около 6,2 км2, практически полностью занятых сушей.

### Климат
Согласно классификации климатов Кёппена, в Тахоке преобладает семиаридный климат умеренных широт (BSk).
| Показатель                    | Янв.  | Фев.  | Март  | Апр. | Май  | Июнь | Июль | Авг. | Сен. | Окт. | Нояб. | Дек.  | Год   |
| ----------------------------- | ----- | ----- | ----- | ---- | ---- | ---- | ---- | ---- | ---- | ---- | ----- | ----- | ----- |
| Абсолютный максимум, °C       | 30    | 31,7  | 35,6  | 37,2 | 42,2 | 43,9 | 42,8 | 42,8 | 40   | 38,3 | 32,8  | 28,3  | 43,9  |
| Средний суточный максимум, °C | 12,4  | 15    | 19,5  | 24,4 | 28,4 | 32,4 | 33,6 | 33   | 29,2 | 24,3 | 18    | 13,3  | 23,6  |
| Средняя температура, °C       | 4,7   | 6,9   | 10,8  | 16   | 20,6 | 25   | 26,5 | 25,8 | 22,1 | 16,6 | 10,2  | 5,7   | 15,9  |
| Средний суточный минимум, °C  | −3    | −1,2  | 2,2   | 7,5  | 12,8 | 17,5 | 19,3 | 18,6 | 14,9 | 9    | 2,4   | −1,8  | 8,2   |
| Абсолютный минимум, °C        | −20,6 | −26,1 | −16,1 | −6,7 | −1,1 | 5,6  | 8,9  | 7,2  | 0,6  | −7,2 | −15,6 | −19,4 | −26,1 |
| Норма осадков, мм             | 17    | 19    | 22    | 35   | 72   | 73   | 60   | 53   | 64   | 54   | 22    | 19    | 510   |
| Источник: weatherbase.com     |       |       |       |      |      |      |      |      |      |      |       |       |       |

## Население

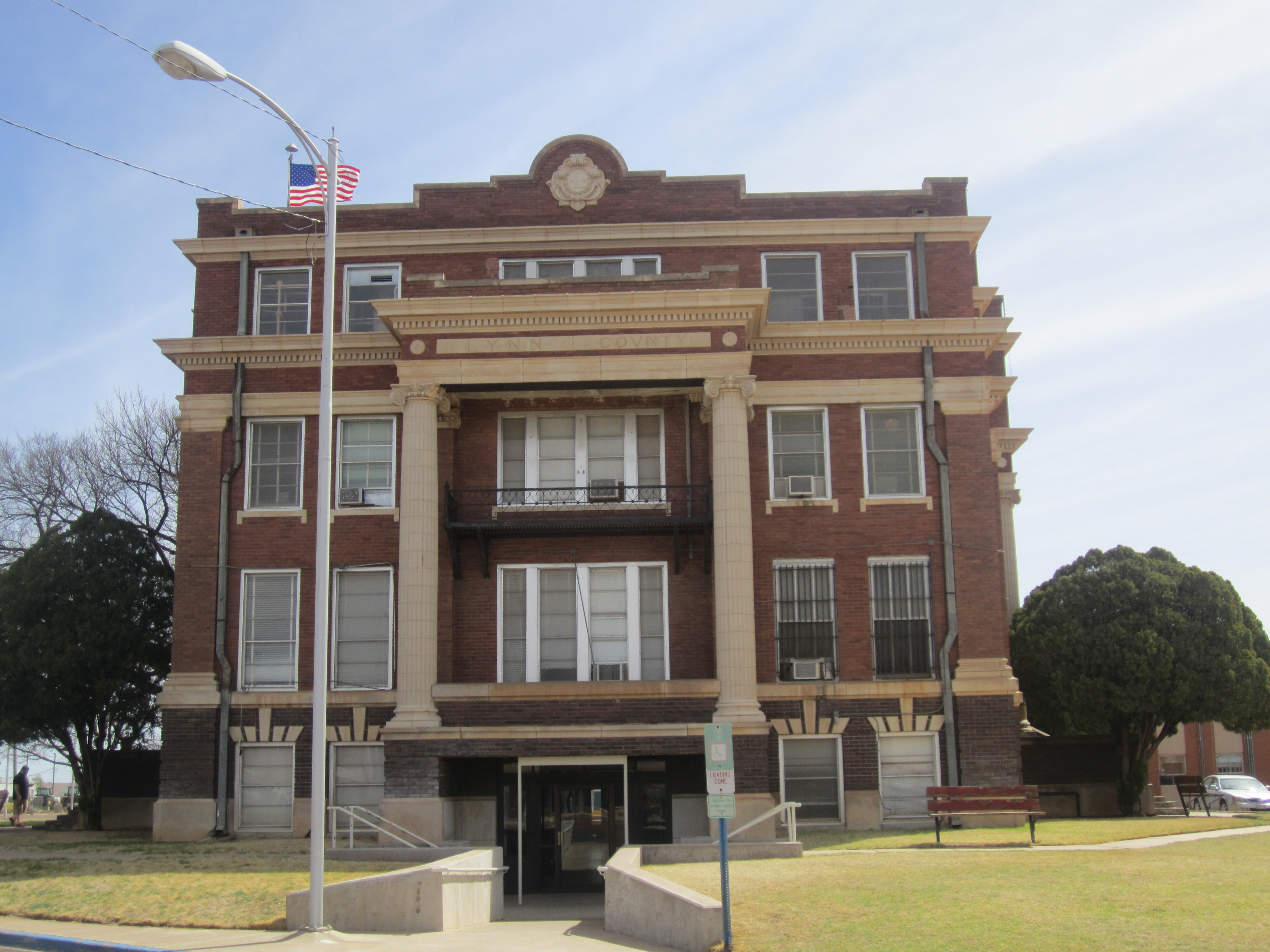
Здание суда округа Линн в Тахоке

Согласно переписи населения 2010 года в городе проживало 2673 человека, было 1030 домохозяйств и 715 семей. Расовый состав города: 78,6 % — белые, 3,9 % — афроамериканцы, 1,5 % — коренные жители США, 0,2 % — азиаты, 0 % — жители Гавайев или Океании, 13,5 % — другие расы, 2,4 % — две и более расы. Число испаноязычных жителей любых рас составило 49,7 %.
Из 1030 домохозяйств, в 35,7 % живут дети младше 18 лет. 48,8 % домохозяйств представляли собой совместно проживающие супружеские пары (19,1 % с детьми младше 18 лет), в 14,3 % домохозяйств женщины проживали без мужей, в 6,3 % домохозяйств мужчины проживали без жён, 30,6 % домохозяйств не являлись семьями. В 27,6 % домохозяйств проживал только один человек, 13,2 % составляли одинокие пожилые люди (старше 65 лет). Средний размер домохозяйства составлял 2,55 человека. Средний размер семьи — 3,10 человека.
Население города по возрастному диапазону распределилось следующим образом: 30,4 % — жители младше 20 лет, 21,3 % находятся в возрасте от 20 до 39, 32,8 % — от 40 до 64, 15,5 % — 65 лет и старше. Средний возраст составляет 37,9 года.
Согласно данным пятилетнего опроса 2018 года, медианный доход домохозяйства в Тахоке составляет 32 737 долларов США в год, медианный доход семьи — 45 972 доллара. Доход на душу населения в городе составляет 24 047 долларов. Около 20,3 % семей и 23,4 % населения находятся за чертой бедности. В том числе 34,1 % в возрасте до 18 лет и 21,4 % старше 65 лет.

## Местное управление
Управление городом осуществляется мэром и городским советом, состоящим из 5 человек. Члены городского совета избираются по округам, совет назначает из своего состава заместителя мэра.
Другими важными должностями, на которые происходит наём сотрудников, являются:
- Городской администратор
- Городской секретарь
- Муниципальный клерк
- Директор общественных работ
- Муниципальный судья
- Шеф полиции
- Глава правоохранительных органов
- Городской юрист
- Шеф пожарной охраны

## Инфраструктура и транспорт
Основными автомагистралями, проходящими через Тахоку, являются:
- автомагистраль 87 США идёт с севера от Лаббока на юг к Ламисе.
- автомагистраль 380 США идёт с востока от Поста на запад к Браунфилду.

В городе располагается аэропорт T-Bar. Аэропорт располагает двумя взлётно-посадочными полосами длиной 999 и 775 метров. Ближайшим аэропортом, выполняющим коммерческие рейсы, является международный аэропорт Престона Смита в Лаббоке. Аэропорт находится примерно в 60 километрах к северу от Тахоки.

## Образование
Город обслуживается независимым школьным округом Тахока.

## Экономика
Согласно бюджету города за 2015-2016 финансовый год, планируемые доходы города составили $1,02 млн, расходы города — $1,03 млн .